# 田村奈巳
田村 奈巳（たむら なみ、1942年3月4日 - ）は、日本の女優。本名は平野 まゆみ。旧姓・旧芸名は田村 まゆみ。

## 経歴

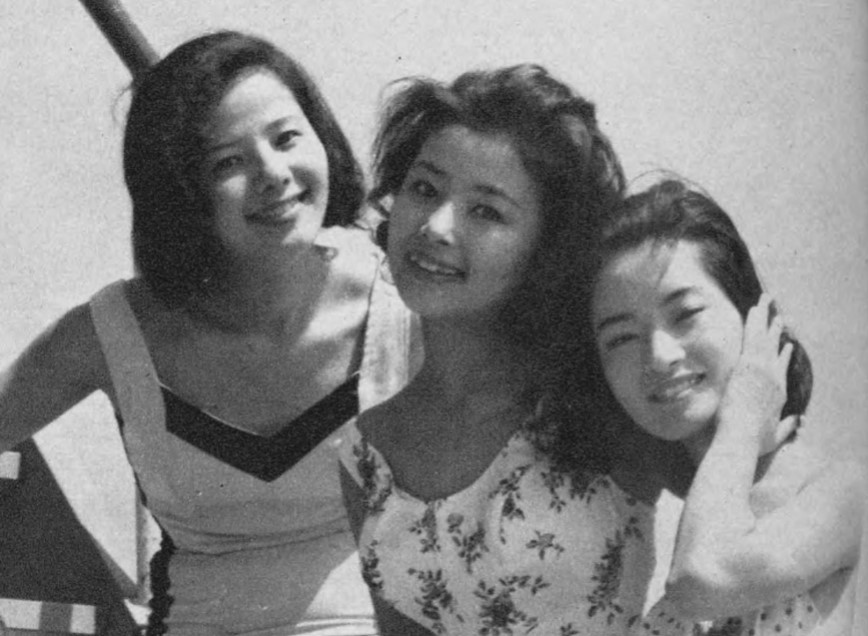
左から、浜美枝、星由里子、田村まゆみ（当時の芸名）。1960年撮影。

作曲家田村しげると作詞家寺尾智沙の両親の下、東京市淀橋区（現・東京都新宿区）下落合生まれ。渋谷区千駄ヶ谷出身。宝仙学園高等学校卒業。
小学6年生の頃からラジオ番組や雑誌モデル、テレビドラマに出演。江波杏子とは近所の幼馴染だった。高校の同級生でもあり、仲良しグループのメンバーでもあった。
高校在学中の1959年、東宝に入社し、同年、本名のまま映画『ある日わたしは』でデビューした。1960年、田村を含め共に16歳だった浜美枝、星由里子の三人娘が「ペットのように可愛い」ため、夏木陽介が「東宝のスリーペットだね」と言ったことから正式に「東宝スリーペット」として売り出され、盛大な披露パーティーも催された。3人をメインにした『サラリーガール読本 お転婆社員』も同年に公開された。
1961年に芸名を田村奈巳に改め『野盗風の中を走る』など着実に出演作を重ねる。スリーペットではもっとも大人しい雰囲気で、東宝女優らしい清楚さを発揮した。
1966年にフリーとなり、その後も映画・テレビドラマに出演して1973年に結婚を機に一旦引退するも、1984年に女優に復帰した。恩顧の岡本喜八監督に請われての『大誘拐 RAINBOW KIDS』（1991年）では、中年期に入っても往時と変わらない可憐さを見せている。
2012年に発売された『復刻 円谷TVドラマライブラリー 怪奇大作戦 DVD-BOX』発売記念座談会に監督の飯島敏宏、脚本の上原正三らと共に参加した。

## エピソード
- 1965年（昭和40年）、同3月16日から26日まで開催された「第7回マルデルプラタ国際映画祭」に出席のため、南米のアルゼンチンを訪れている。
- 1966年に放送された円谷プロダクション制作の『ウルトラQ』（TBS系）のヒロイン・江戸川由利子役の候補に挙がったこともあったという[5]。また、同年に放送された『ウルトラマン』の女性隊員役の候補にも挙がっていた。

## 主な出演

### 映画
- ある日わたしは（1959年9月8日、東宝） - 金子とも子
- 恐るべき火遊び（1959年11月15日、東宝） - 矢吹医院看護婦
- 女が階段を上る時（1960年1月15日、東宝）- 銀行員
- 若い素肌（1960年3月22日、東宝） -  小林美代子
- サラリーガール読本 お転婆社員（1960年6月15日、東宝）
- サラリーマン目白三平 女房の顔の巻（1960年6月22日、東宝） - 小牧和子
- サラリーマン目白三平 亭主のためいきの巻（1960年7月5日、東宝） - 小牧和子
- ふんどし医者（1960年8月14日、東宝） -  みよ
- 独立愚連隊西へ（1960年10月30日、東宝） - 中国の少女
- 唄祭ロマンス道中（1960年10月30日、宝塚映画）
- 情無用の罠（1961年2月1日、東宝）
- 守屋浩の三度笠シリーズ 有難や三度笠（1961年8月6日、東宝） - お松
- 真紅の男（1961年9月12日、東宝）
- 野盗風の中を走る（1961年11月22日、東宝）
- どぶ鼠作戦（1962年6月1日、東宝）
- 重役候補生No.1（1962年7月7日、東宝）
- 日本一の若大将（1962年7月14日、東宝） -  越智英子
- 早乙女家の娘たち（1962年9月8日、東宝） - 竹子
- 六本木の夜 愛して愛して（1963年1月29日、東宝）
- サラリーマン無鉄砲一家（1963年2月8日、東宝）
- 素晴らしい悪女（1963年2月16日、東宝）
- 二十歳の恋（1963年4月12日）
- 河内風土記 おいろけ繁盛記（1963年4月21日、宝塚映画）
- 秘剣（1963年8月31日、東宝） - 　勢以
- 江分利満氏の優雅な生活（1963年11月16日、東宝） - ミチ子
- 恐怖の時間（1964年2月1日、東宝）
- ただいま診察中（1964年5月30日、東宝） - 笛子
- 侍（1965年1月3日、東宝＝三船プロ） - 　八重
- 勇者のみ（1965年1月15日、東京映画＝シナトラ・エンタープライズ）
- 馬鹿と鋏（1965年12月5日、東宝）
- 若い娘がいっぱい（1966年4月3日、東宝） - 昌子
- 侠客三国志 佐渡ケ島の決斗（1966年10月1日、東映）
- 伊豆の踊子（1967年2月25日、東宝） - 　千代子
- 怪談残酷物語（1968年5月31日、松竹） - 　黒坂たえ
- 斬る（1968年6月22日、東宝） - 　よう
- 死ぬにはまだ早い（1968年6月14日、東宝）
- 恋の乙女川（1969年1月11日、松竹）　-　幾代
- 現代やくざ 与太者の掟（1969年2月1日、東映）- 樋口道子
- ごろつき部隊（1969年9月19日、東映） - 　桂子
- 悪魔が呼んでいる（1970年7月4日、東宝）
- 激動の昭和史 軍閥（1970年8月11日、東宝） - 新井きみ江
- 大誘拐 RAINBOW KIDS（1991年1月15日、製作委員会） - 柳川英子
- 助太刀屋助六（2001年、東宝）
- ニッポニア・ニッポン（2019年、ラピュタ阿佐ヶ谷）

### テレビドラマ
- 娘の結婚（1964年、NTV）
- ウルトラシリーズ（TBS / 円谷プロ）
  - ウルトラQ 第5話「ペギラが来た!」（1966年）- 南極基地越冬隊員・久原羊子
  - ウルトラマン 第35話「怪獣墓場」（1967年）- 月ロケットセンター所員
  - ウルトラセブン 第26話「超兵器R1号」（1968年）- 前野律子博士
- マグマ大使 第17話「ガレオン地球を攻撃せよ!」（1966年、CX）- モッズ病院看護婦
- オヤジも受験生（1967年、NTV）
- 三匹の侍 第5シリーズ 第9話「鶴之助参る」（1967年、CX） - お京
- 風 第13話「絵姿五人小町」（1967年、TBS） - お光
- 怪奇大作戦 第8話「光る通り魔」（1968年、TBS / 円谷プロ）- 北都住宅公団・林洋子（会計課職員）※ クレジットは田村奈美
- 刑事さん 第2シリーズ 第1話「血液型BMQE」（1968年、NET）
- 剣（1968年、NTV）
- ローンウルフ 一匹狼 第35話「真夜中の顔」（1968年、日本テレビ）
- 愛のうず潮（1968年、NET）
- ポーラテレビ小説「三人の母」（1968年 - 1969年、TBS） - しか
- キイハンター（TBS）
  - 第36話「金庫に消えた女」（1968年）
  - 第53話「皆殺しの標的」（1969年）
  - 第82話「暗殺航路に進路をとれ」（1969年）
  - 第123話「私たちは殺されたくない」（1970年）
  - 第150話「殺人スコッチ2日酔い作戦」（1971年）
  - 第164話「わたしは大空の死刑執行人」（1971年）
  - 第177話「殺しはキッスで始まった」（1971年） - 美紀
  - 第259話「情無用のライセンス」（1973年） - 早坂の妻
- 特命捜査室 第6話「吸血鬼のキスマーク」（1969年、CX）
- 見合い恋愛 第7話「青空と恋人」（1968年、NTV）
- わたしは許さない（1970年、KTV）
- 日本怪談劇場 第11話「怪談耳なし芳一」（1970年、東京12チャンネル） - 汀
- アテンションプリーズ（1970年 - 1971年、TBS）第6回・第20回・第27回 - 高村機長の妻
- 水戸黄門 第2部 第11話「四人の無法者-能代-」（1970年、TBS） - お静
- 徳川おんな絵巻 第46話「生きていた霊魂」・第47話「呪われた美女」（1971年、KTV） - お広
- あほんだれ一代（1971年、NHK）
- 大岡越前 第2部 第21話「勇気ある挑戦」（1971年、TBS） - お仙
- 火曜日の女シリーズ 山峡の章（1972年、NTV）- 小野喜久子
- 眠狂四郎
  - 第5話「仇花に露が煌めく」（1972年、KTV）
  - 第26話「狂四郎に明日はない」（1973年、KTV）
- 赤ひげ 第13話「徒労に賭ける」（1973年、NHK）
- 太陽にほえろ!（東宝 / NTV）
  - 第611話「無口な男」（1984年） - 西本美沙子
  - 第662話「制服よさらば」（1985年） - 古川夫人
  - 第713話「エスパー少女・愛」（1986年） - 西谷夫人
- 誇りの報酬 第46話「恋のかけら」（1986年、NTV）
- 特捜最前線 第496話「魔のクリスマスプレゼント!」（1986年、ANB）
- ジャングル 第8話「少女失踪事件」（1987年、NTV） - 岡崎崇子
- 金曜女のドラマスペシャル / 青葉城恋歌殺人事件（1987年、CX）
- あきれた刑事 第11話「桃色吐息」（1988年、NTV） - 吉本寮長
- 土曜ワイド劇場 （ANB）
  - 美人レポーター殺人事件（1988年）
  - 私兵刑事 トリカブト殺人の謎（1993年） - 野宮暁子
  - 女医翔子の華麗なる復讐（1994年）
- 兜町（1989年、TBS）
- 火曜サスペンス劇場 （NTV）
  - あしながおじさん殺人事件（1989年）
  - 陰膳（1995年）
- 妻そして女シリーズ　家族の幻影（1990年、MBS）
- 拝啓自治会長殿（1995年、NHK）
- はぐれ刑事純情派XII 第11話「謎の投身自殺!? 夫の退職金を盗んだ女!」（1999年、ANB） ‐ 前田好子

### DVD
- 夢の足跡2 少年の思い出 田村奈巳×古谷敏 俳優人生を語る 杜の都仙台の旅 (2016年、有限会社ロングラン）

### その他のテレビ番組
- クイズ面白ゼミナール（NHK総合）
- 一枚の写真（フジテレビ）